# Palaemon serratus
Espèce
Synonymes
- Astacus serratus Pennant, 1777
- Cancer captivus Nardo, 1847
- Leander latreillianus Czerniavsky, 1884
- Leander serratus Sharp, 1893
- Leander treillianus Adensamer, 1898
- Melicerta triliana Risso, 1816
- Palaemon oratelli Monod, 1931
- Palaemon punctulatus Risso, 1844
- Palaemon rostratus Gimenez, 1922
- Palaemon treillianus H. Milne-Edwards, 1837
- Palaemon trilianus (Risso, 1816)
- Palaemon trillianus Risso, 1816[1],[2]

Statut de conservation UICN

 NE  : Non évalué
Palaemon serratus, la crevette bouquet ou bouquet commun, est une espèce de crevettes de la famille des Palaemonidae. On la trouve dans l'océan Atlantique, du Danemark à la Mauritanie, dans la mer Méditerranée et la mer Noire. Cette espèce a été utilisée comme modèle animal pour l'étude des effets de certains produits toxiques (éléments-traces métalliques ou métaux lourds ou métalloïdes par exemple) sur la phototaxie.

## Habitat
Cette crevette bouquet se rencontre dans son milieu dans les crevasses rocheuses à une profondeur moyenne de 40 mètres.

## Description
P. serratus mesure de 5 à 11 cm de long. Elle peut être distinguée des autres espèces de crevettes par un rostre qui s'incurve vers le haut et bifurqué à la pointe.
Cette espèce est l'un des rares invertébrés dont l'audition a été étudiée en détail ; elle est sensible aux fréquences aquatiques entre 100 Hz et 3 kHz, avec une acuité similaire à celle des poissons ; ainsi sous 1 mètre d'eau ces crevettes peuvent entendre une sonnerie de téléphone portable émise depuis la surface d'une source à plus de 30 mètres de distance. Tandis que la gamme d'audition des espèces du genre Palaemon diffère de P. serratus et de la taille des individus, tous sont capables d'entendre des tonalités à 500 Hz.

## Longévité
Cette espèce peut vivre de 3 à 5 ans.

## Croissance
La femelle se développe plus rapidement que le mâle.

## Reproduction
Dans son milieu la crevette bouquet est plutôt saisonnière avec un pic de reproduction en automne.

## Prédateur
Cette crevette est comme beaucoup d'autres victime potentielle de nombreux prédateurs, dont les poissons : Mullidae, Moronidae, sparidés et Batrachoididae.

## Alimentation humaine
Cette espèce est largement utilisée et consommée dans l'alimentation humaine.
Elles sont consommées cuites et deviennent roses à la cuisson.

## Galerie

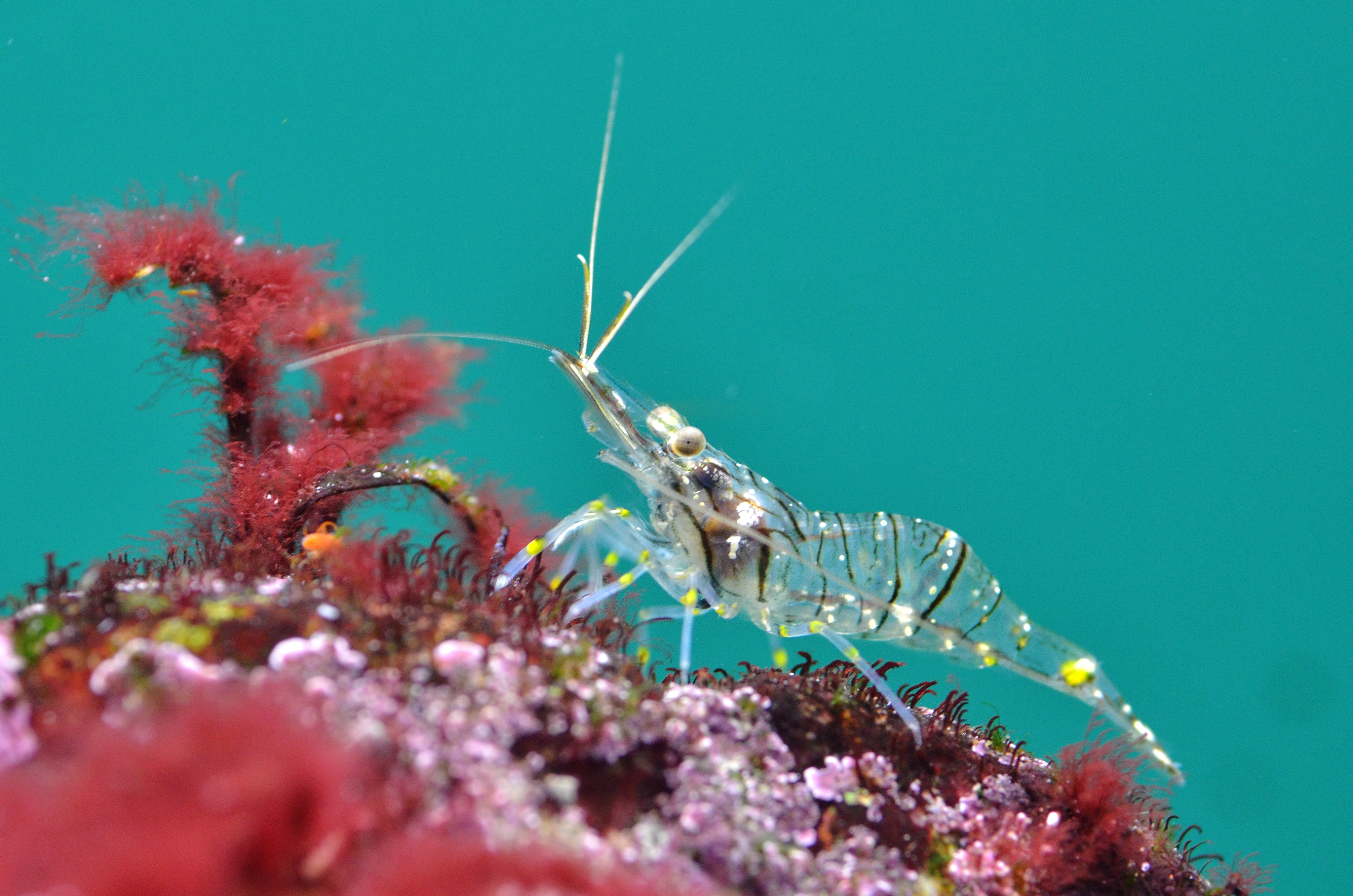
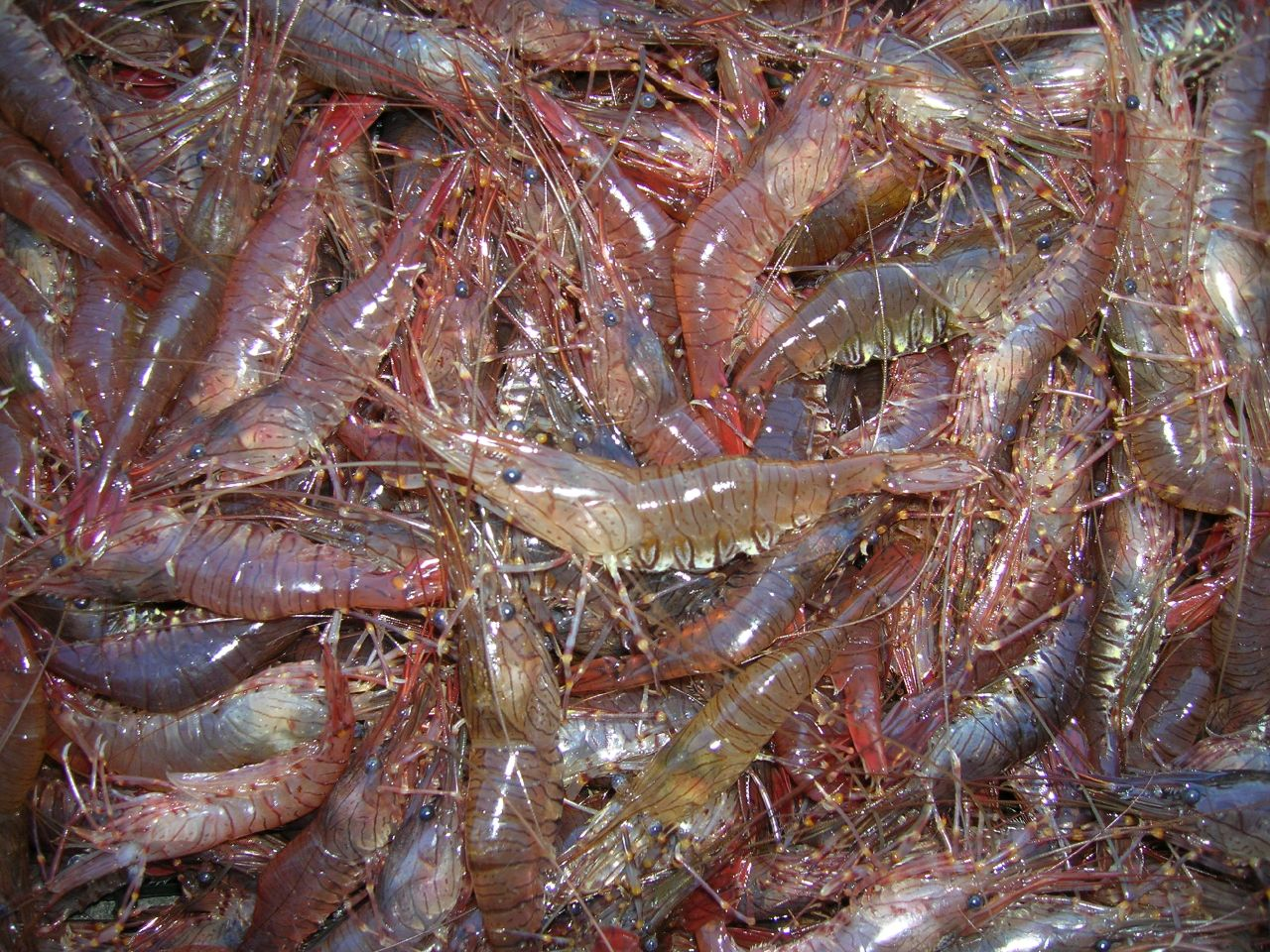
pêche alimentaire humaine
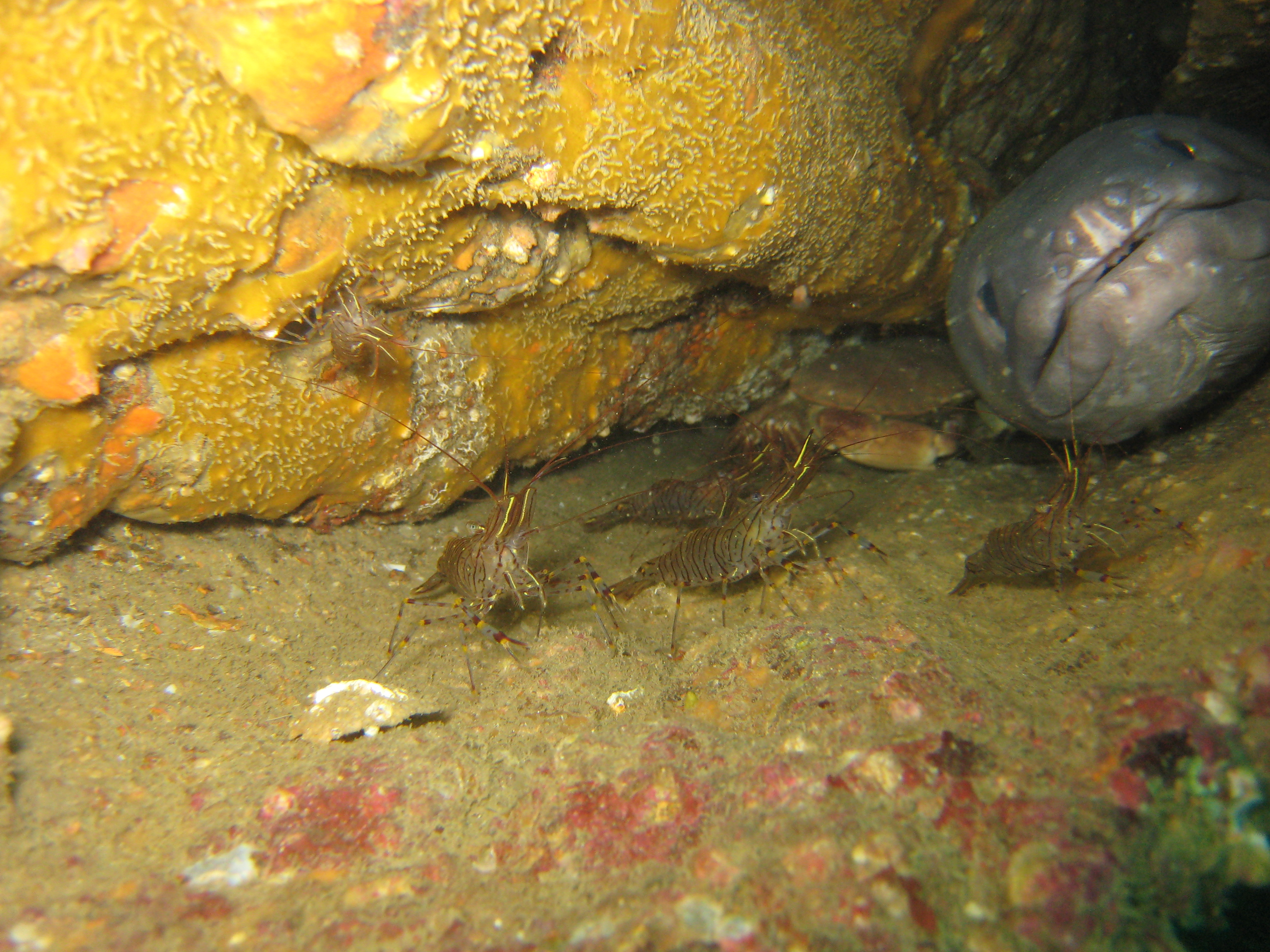
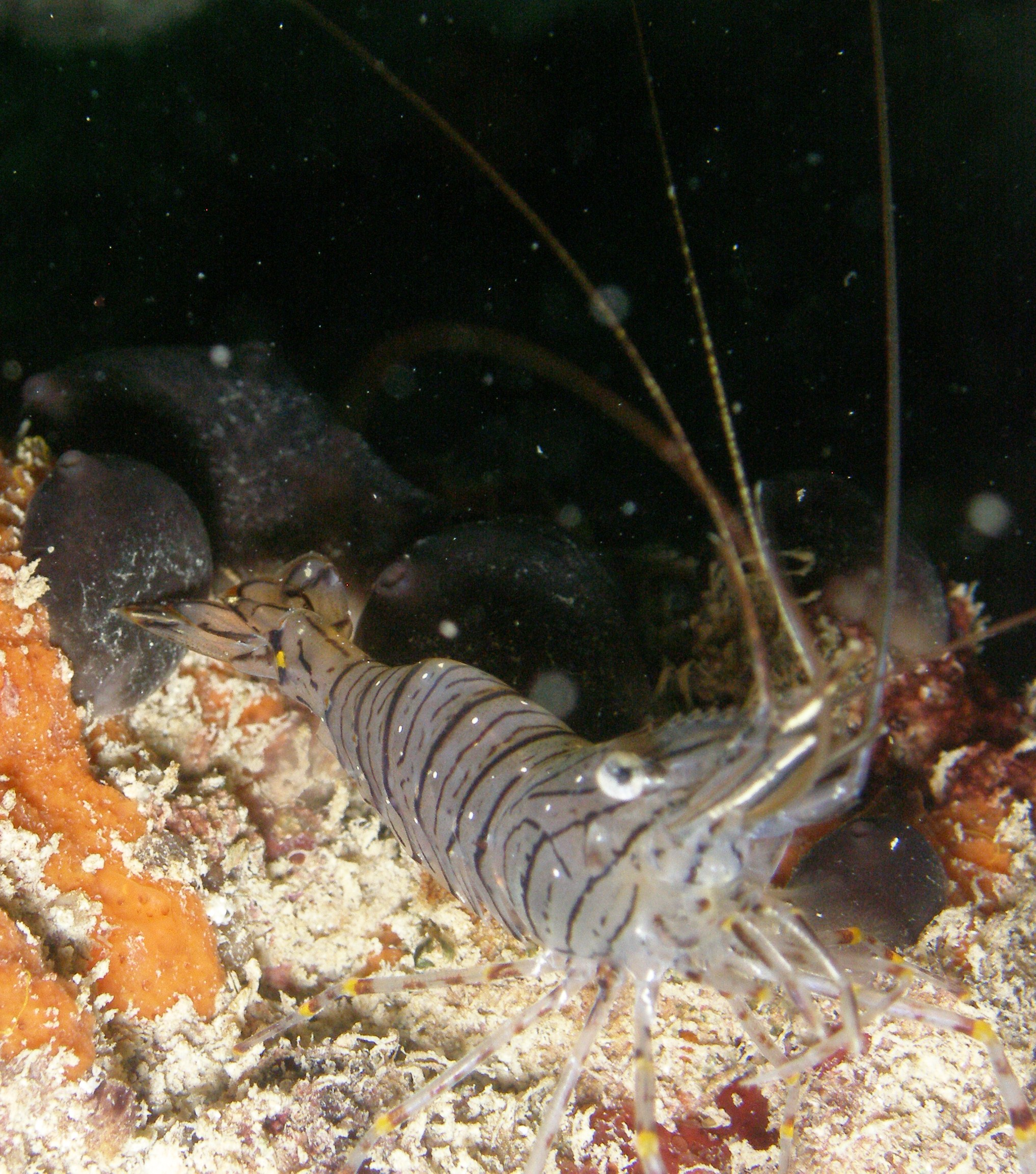